# JOCX-TVフィラー
JOCX-TV フィラー（ジェイオーシーエックス ティーヴィー フィラー）は、かつてフジテレビジョンが放送終了・開始の間に放送していたフィラー番組である。現在放送されている「SOUND WEATHER」の前身とも言える。

## 概要
1980年代後半以降、NHKや民放キー局では、国内外での突発的な大事件・大事故・国内での自然災害に対し、迅速な報道体制を取れる事を目的とした終夜放送（24時間放送）が実施されるようになった。当然フジテレビも例外ではなく、1987年10月より終夜放送の編成を本格的に実施するようになり（同時期にTBSも開始）、1994年より、放送終了～開始間の穴埋め（フィラー）として放送を開始したのが「JOCX-TV フィラー」である。邦楽・洋楽問わず様々な楽曲（オムニバス・サウンドトラックCDからの選曲が多い）を環境映像に乗せて放送していた。
ごく稀に、基本的に終夜放送を行わない日曜深夜や放送設備保守点検の日でも放送開始30分前から放送される場合もあった。
中には、クリスマスの時期に、マライア・キャリー「恋人たちのクリスマス」、山下達郎「クリスマス・イブ」、B'z「いつかのメリークリスマス」、夏の時期には、海水浴客や海の家の映像に合わせて大江千里「夏の決心」、少年野球の試合の映像に合わせて玉置浩二「田園」、羽田空港第一ターミナルの映像に乗せて、角松敏生「RAMP IN」を流す等、使用されるBGMが映像や季節感と関連性を持たせている。同局で当時放送されていた「ポンキッキーズ」のP-kiesメロディの一部楽曲や同局の番組タイアップ曲も使用されていた。
使用される環境映像は多岐に渡り、深夜時間帯のフィラーに頻繁に使われる都会の夜景や素朴な自然風景の他、プールで泳ぐ水着姿の男女、日本の文化遺産、航空機の離着陸シーン、病室の風景、操り人形のダンス、美術品が回転しているもの等、バラエティに富んだものとなっている。他局のフィラーのようにお天気カメラの映像やアーティストのMVが流される事は全くなく、使用される映像はフジテレビの「フィラー担当」が制作を手掛けた完全オリジナルのものである。中には番組の制作現場の様子などもあり、一部アナウンサー（境鶴丸・菊間千乃）もエキストラ扱い）としてフィラー出演者として起用され、使われた番組制作現場は2時のホントなどであった。一部作品にはエキストラが起用されて撮影された。例を挙げると、谷村有美「ためいき色のタペストリー」や、アリーヤ「At Your Best」、山下達郎「My Gift To You」などで撮影された。
2002年度からはハイビジョン映像で制作されるようになり、晩年期に入ると深夜の放送設備メンテナンス時間の増加等で放送回数が減少するようになった。
番組自体は1994年夏頃より放送を開始。タイトルは一切なく環境映像に音楽を流す形であったが、1995年4月より「JOCX-TVフィラー」の番組タイトルを制定、以前の定点カメラの一映像につき2〜4曲流す内容から、フィラー担当制作による一映像につき1曲という内容に改められた。
1997年3月9日深夜の河田町旧本社最後のクロージングでは、角松敏生「RAMP IN」とプロコル・ハルム「青い影」に、河田町への惜別メッセージを添えて放映された。
1997年3月10日早朝の台場新社屋からの送出開始後には、フジテレビ台場本社内のマスター周り、社屋の中からの景色などがこの日限り放送された。
1997年11月1日深夜には、同局の人気番組ダウンタウンのごっつええ感じの最終回当日であったため、クロージング終了後最初のフィラーでH Jungle with t「WOW WAR TONIGHT 〜時には起こせよムーヴメント」にのせて同番組のコントや収録の様子などがプレイバックで放映された。コントシーンの場面はコントの音声入りで放映された。
2002年12月ごろ放送終了。以降はそれまで通常の天気予報として放送していた「SOUND WEATHER」が時間を拡大し、フィラーとして放送されるようになる。
2003年初頭はフィラー代わりに平日のみ都心のお天気カメラにJ-POPや洋楽が流され、そのままめざまし新聞へ飛び乗りする形として放送された。
現在でもJOCX-TVフィラーで放送された作品の一部がフジテレビONE・TWO・NEXTの空き時間で放送されている。

## 映像の流れ
1. クロージング放送終了後、数秒間のブランク。
2. 1995年より、中央に「JOCX-TV」（白縁）「フィラー」（白縁）、下段に「（試験電波発射中）」（明朝体・白字）のテロップがフェードイン（「JOCX-TV」と「フィラー」の文字色は時期によって異なる）また2002年頃からフィラーの文字が消え中央に「JOCX-TV」（白縁）、下段に「（試験電波発射中）」（丸文字・白字）に変更された。
3. テロップは表示されたまま、一曲目用の映像に移る。右下に目ん玉マークのウォーターマークが現れる。
4. 一曲目のBGMが流れ始める。
5. 2のテロップが消え、下段に「放送設備調整の為中断する場合があります。」の白字ゴシック体テロップ(1995年・1996年のクリスマス時期は緑字テロップ)。お台場移転後からは丸文字テロップに変更された。
6. 5のテロップが消え、左上に時刻テロップ（仕様は通常表示）が現れる。
7. 左下に曲名・アーティスト名が白字・斜体で数秒間表示される（上部に「”曲名”」、中央にライン（時期によって赤や青や黄色など色が異なる）、下段にアーティスト名）。1994年頃の放送開始当初は曲名の前に中央に青いラインで製作者の名前が添えられた。
8. フィラー映像終了直前に、映像を撮影した場所やテーマと製作者名（上部に映像のテーマになったものや、撮影場所の都道府県と市区町村、中央にライン、下段に「Director:○.○○」）のテロップを表示していた（1998年度制作分から）。また、2002年頃からは、フィラー映像終了直前に右下に「Directed by ○○」（白字・斜体）のテロップに変更された。
9. BGM終了後、映像もフェードアウト。次の曲・映像へ移る。
10. 以後終了時間まで、4、7～9の繰り返し。
11. 最後のフィラー終了前に「この"JOCX-TVフィラー"に対するご意見,ご感想は 〒119-0188 フジテレビ フィラー担当まで」というテロップが下部に表示される（1998年頃までは「〒149-88」であった。河田町時代は「〒162-88」で、表示のタイミングも最後ではなくフィラーの途中であり、文字のサイズも大きめとなっていた。）。なお、河田町時代は最後のフィラー終了前に（上段に、「Master」、中央にライン、下段に「○.○○」（白字・斜体））のテロップにフィラー担当の製作者の名前のイニシャルと、苗字が英語で記されていた（1995年〜1996年頃）。
12. 最後のフィラー映像がフェードアウトし終了。放送開始時間までカラーバーが映し出される。時刻テロップはこの時点で通常表示から『めざましテレビ』用のものに切り替わる。また、放送開始時間が近づくとカラーバーに「おはようございます フジテレビです」というテロップが表示される。

### 補足事項
1997年3月9日の河田町旧本社最終クロージングでは、7の直後に河田町への惜別メッセージが挿入された一方、2,5,6,8,11が省略されていた。
放送開始当初の1994年夏頃から1995年3月まで、2,3,5が省略されてスタートした。
オムニバスアルバムで放映される場合は一つのテーマの映像のみの放映となった。
5のテロップが表示するようになったのは1995年10月頃から。
曲名、アーティスト名テロップは1994年夏頃〜1995年3月頃の間に制作された物は斜体ゴシック体テロップであり、1995年4月〜1997年3月までの河田町時代に制作された物は、斜体の明朝体テロップであった。
1997年3月の台場移転〜1998年頃に制作された物は、斜体の明朝体テロップであったが、河田町時代のものより縁取りが薄く、字体も少し大きかった。
1998年頃より制作されたものから斜体テロップでなくなり、2000年頃に制作されたものの一部が1997年以前の河田町時代に製作されたテロップに近いものに戻った作品もあった。
そして2001年頃より縁取りなしのゴシック体テロップとなり、中央のラインが黄色に統一された。
1994年8月頃から1995年3月まで放映された初期の放映内容は以下となる。
- レインボーブリッジや新宿副都心と銀座など夜景の空撮
- 夜の公園の噴水(定点カメラ)
- 神宮外苑の銀杏並木(定点カメラ)
- 海岸の波打ち際(定点カメラ)
- 昼間の多摩川河川敷(定点カメラ)
- 新宿大ガードを行き来する列車(定点カメラ)
- 山手線の前面展望や走行風景
- 首都高速都心環状線の走行風景
- 公園の様子(定点カメラ)
- 京浜運河と東京モノレール(定点カメラ)
- 羽田空港展望デッキの様子(定点カメラ)[1]
- 夜の新宿副都心(定点カメラ)[2]

楽曲は主にSteely DanのAjaやカシオペアのTake Meなどが頻繁に使用された。

## 使用された楽曲
※使用された時期は順不同
※番組タイトル制定前の曲も含める
※太字はオムニバスアルバムで使用されたもの
○印はタイトルから入る一曲目で使われたもの
| アーティスト                      | タイトル                                      | 初放送月      | 映像の内容                                              |
| --------------------------------- | --------------------------------------------- | ------------- | ------------------------------------------------------- |
| 角松敏生                          | 52ND STREET                                   | 1995年2月     |                                                         |
| 角松敏生                          | RAMP IN                                       | 1995年11月    | 羽田空港の飛行機離着陸(夜版)                            |
| Procol Harum                      | A Whiter Shade Of Pale                        | 1995年10月    | 千葉ポートタワーからの夕焼けの映像。                    |
| サザンオールスターズ              | 愛する女性とのすれちがい                      | 1996年1月     | 江ノ電の風景                                            |
| サザンオールスターズ              | YOU                                           | 1996年7月     | 海で遊ぶ女性達                                          |
| サザンオールスターズ              | CHRISTMAS TIME FOREVER                        | 1996年12月    | 街中のイルミネーションとツリー                          |
| サザンオールスターズ              | TSUNAMI                                       | 2000年9月     | 江ノ電の風景                                            |
| 山崎まさよし                      | HOME                                          | 1998年9月     | 大学構内                                                |
| Carpenters                        | I Need To Be In Love                          | 1995年11月    | 夕空に染まる河川敷を走り回る犬                          |
| Carpenters                        | Sing                                          | 1996年2月     | 少年少女合唱団の練習風景                                |
| Carpenters                        | Yesterday Once More                           | 1996年7月     | 沈んでいく夕日と夕暮れの海岸                            |
| CLEMENTINE                        | Un homme et une femme                         | 1996年4月     | 生花店とテラス                                          |
| CLEMENTINE                        | Oh!Mademoiselle                               | 1997年10月    | 箱根の貸切温泉                                          |
| CLEMENTINE                        | MY CHERIE AMOUR                               | 2001年4月     | 洋館の内部(16:9ハイビジョン制作)                        |
| はっぴいえんど                    | 風をあつめて(remix ver)                       | 1999年4月     | 都電荒川線の風景                                        |
| 氷室京介                          | Lover's day                                   | 1995年11月    | 夜の晴海客船ターミナル                                  |
| Mariah Carey                      | without you                                   | 放映年月不明  |                                                         |
| Mariah Carey                      | All I Want for Christmas Is You               | 1996年12月    | ホテル内外のクリスマスツリー                            |
| カズン                            | 冬のファンタジー                              | 放映年月不明  |                                                         |
| 佐野元春                          | CHRISTMAS TIME IN BLUE -聖なる夜に口笛吹いて- | 1996年12月    | 大森ベルポートのクリスマス                              |
| take6                             | you can never ask too much of love            | 1996年3月     | 夜の天王洲シーフォートスクエア                          |
| take6                             | Biggest Part of Me                            | 2000年10月    | 夜のゲートシティ大崎の噴水とカフェのカップル            |
| R.Kelly                           | sadie                                         | 放映年月不明  |                                                         |
| the eagles                        | in the city                                   | 放映年月不明  |                                                         |
| UB40                              | 好きにならずにいられない                      | 放映年月不明  |                                                         |
| Robarta flack                     | killng me softly with his song                | 1996年2月     | 夜の世田谷ビジネススクエア周辺                          |
| エルトン・ジョン                  | your song                                     | 放映年月不明  |                                                         |
| the beach boys                    | you still believe in me                       | 放映年月不明  |                                                         |
| the beach boys                    | wouldn`t it`s be nice                         | 放映年月不明  |                                                         |
| R.E.M                             | strange currencies                            | 放映年月不明  |                                                         |
| WHAM!                             | LAST CHRISTMAS                                | 1997年12月    | ベルグの4月のケーキ製造                                 |
| 財津和夫                          | wake up                                       | 放映年月不明  |                                                         |
| 財津和夫                          | サボテンの花                                  | 1996年4月     | 池のある公園の様子                                      |
| Stevie Wonder                     | Isn't She Lovely                              | 1994年12月    |                                                         |
| Stevie Wonder                     | Isn't She Lovely                              | 1995年10月    | 和菓子作りの様子                                        |
| Stevie Wonder                     | You and I                                     | 1996年2月     | 夕暮れの多摩川河川敷点描(丸子橋付近)                    |
| Ride                              | 1000miles                                     | 1995年11月    | 様々なクラシックカーの走行シーン                        |
| Aaliyah                           | At Your Best                                  | 1996年2月     | 夜の新宿副都心とカップルの待ち合わせ                    |
| traffic                           | holy ground                                   | 放映年月不明  |                                                         |
| enigma                            | return to innocence                           | 放映年月不明  |                                                         |
| 藤井フミヤ                        | Hello my tears                                | 1996年4月     | 井の頭公園の池と桜                                      |
| 長渕剛                            | 乾杯                                          | 1996年3月     | 高校の合格発表                                          |
| jigsaw                            | sky high(remix ver)                           | 放映年月不明  |                                                         |
| オフコース                        | こころは気紛れ                                | 放映年月不明  |                                                         |
| ゴダイゴ                          | ホーリー＆ブライト                            | 放映年月不明  |                                                         |
| ゴダイゴ                          | 銀河鉄道999                                   | 1995年9月     | 京急線と沿線と車内                                      |
| ゴダイゴ                          | ビューティフルネーム                          | 1996年2月     | 幼稚園の節分                                            |
| 山下達郎                          | My Gift To You                                | 1995年12月    | FRED銀座のジュエリーとカップル                          |
| 山下達郎                          | さよなら夏の日                                | 1996年8月     | 夕暮れの海岸                                            |
| 山下達郎                          | クリスマス・イブ                              | 1996年12月    | 銀座のクリスマス                                        |
| 山下達郎                          | 高気圧ガール                                  | 1997年8月     | 海で遊ぶ女性達                                          |
| 松山千春                          | 燃える涙                                      | 放映年月不明  |                                                         |
| 松山千春                          | 大空と大地の中で                              | 1995年10月    | 梅屋敷商店街と下町風景                                  |
| 松山千春                          | 君を忘れない                                  | 1996年4月     | 夕暮れの六郷土手と河川敷                                |
| symply red                        | stars                                         | 1996年2月     | 国立天文台から見た星空                                  |
| elvis costello＆nick lowe         | baby it's you                                 | 放映年月不明  |                                                         |
| ToTo                              | Africa                                        | 1996年11月    | 竹芝客船ターミナル                                      |
| Simon&Gerfunkel                   | A Hazy Shade of Winter                        | 1995年1月     | 公園の並木道                                            |
| Simon&Gerfunkel                   | Scarborough fair                              | 1996年11月    | フリーマーケットの様子                                  |
| Simon&Gerfunkel                   | The Boxer                                     | 1996年9月     | 外国人女性のサイクリング                                |
| bee gees                          | melody fair                                   | 1997年10月    | 川のせせらぎと滝                                        |
| Band Aid                          | Do they know it's Christmas?                  | 放映年月不明  |                                                         |
| John&Yoko/The Plastic Ono Band    | Happy Christmas                               | 1995年12月    | 千葉ポートタワーのライトアップと夜景                    |
| 椎名林檎                          | あおぞら                                      | 2001年8月     | 隅田川水上バス                                          |
| 椎名林檎                          | すべりだい                                    | 2000年10月    | 夕方のお台場海浜公園                                    |
| 椎名林檎                          | 本能                                          | 2001年1月     | 夜の東京湾クルーズ                                      |
| 椎名林檎                          | 丸ノ内サディスティック                        | 2002年5月     | 夜の新宿の雑踏                                          |
| SONNY ROLLINS                     | ST.THOMAS                                     | 1999年11月    | バーテンダーとバーの風景                                |
| Brazilian love affair             | Natureza humana                               | 2000年8月     | ホテル日航東京(現:ヒルトン東京お台場)のプールで泳ぐ男女 |
| Secret Vibes                      | Voice of Moon○                                | 2002年5月     | 夜の東京都心ドライブ(ハイビジョン制作)                  |
| 坂本龍一                          | Merry Christmas Mr.Lawrance○                  | 2002年12月    | 江戸切子などのガラス製の美術品                          |
| 坂本龍一                          | Energy flow                                   | 2002年2月     | 夜の工業地帯の夜景                                      |
| 飯島真理                          | 1グラムの幸福                                 | 1999年4月     | 多摩動物公園の動物たち                                  |
| 森高千里                          | ララ・サンシャイン                            | 1997年4月     | お台場の朝焼けとフジテレビ                              |
| Earth Wind And Fire               | After the Love has Gone                       | 2001年7月     | カリフォルニアの海岸                                    |
| sting                             | shape of my heart                             | 1996年8月     | ALIVILAホテル沖縄                                       |
| Sounds Of Blackness               | A Place In My Heart○                          | 1996年4月     | 夕暮れの天王洲アイル                                    |
| Sam & Dave                        | When Something Is Wrong With My Baby          | 1996年4月     | 東急世田谷線と沿線風景                                  |
| 渡辺美里                          | My Revolution                                 | 1995年10月    | 川崎アゼリアと川崎駅周辺                                |
| 渡辺美里                          | 悲しいね                                      | 1996年1月     | 冬の公園でフリスビーをするカップル                      |
| 渡辺美里                          | 素顔                                          | 2000年4月     | 公園の桜と桜並木                                        |
| B'z                               | 裸足の女神                                    | 1996年1月     | ゆりかもめの風景と車窓                                  |
| B'z                               | ALONE                                         | 1996年3月     | 誰もいない東京ビッグサイト内                            |
| B'z                               | いつかのメリークリスマス○                     | 1997年12月    | お台場のクリスマスとクリスマスツリー                    |
| B'z                               | ある密かな恋                                  | 1997年12月    | イルミネーションに包まれたレストラン                    |
| B'z                               | 消えない虹                                    | 1998年4月     | 潮風公園                                                |
| B'z                               | SNOW                                          | 1999年1月     | 雪の降るお台場                                          |
| B'z                               | 夢見が丘                                      | 1999年11月    | 昼間のお台場と有明周辺                                  |
| B'z                               | Love me I Love you                            | 1996年4月     | お昼時の公園とキッチンカー                              |
| B'z                               | TONIGHT (In The Night)                        | 1997年1月     | 夜のお台場の街並み                                      |
| B'z                               | Nothing to Change                             | 1996年2月     | 夜の丸の内や有楽町周辺                                  |
| 矢野顕子                          | 夢のヒヨコ                                    | 1997年8月     | 幼児のスイミングスクール                                |
| 米米CLUB                          | 浪漫飛行                                      | 1995年11月    | 成田空港の飛行機の発着風景                              |
| 米米CLUB                          | Child's days memory                           | 1996年5月     | 児童館で遊ぶ子供達                                      |
| 斉藤和義                          | 歩いて帰ろう                                  | 1996年4月     | 臨海副都心線(現:りんかい線)の発着風景と走行風景         |
| David foster                      | Who's holding donna now                       | 1995年11月    | 朝焼けの大井ふ頭の公園と展望台からの見晴らし            |
| David foster                      | After the love has gone (duet with.kenny G.)  | 1995年3月     |                                                         |
| David foster                      | After the love has gone (duet with.kenny G.)  | 1999年11月    | 夜のテレコムセンターアトリウムと同ビル展望台からの夜景  |
| 玉置浩二                          | 田園                                          | 1996年10月    | 少年野球の練習試合風景                                  |
| 大江千里                          | 夏の決心                                      | 1995年8月     | 海で遊ぶ人々や海の家の様子                              |
| 大江千里                          | 格好悪いふられ方                              | 1995年11月    | プラチナ通りの風景                                      |
| Folder                            | パラシューター○                               | 1997年8月     | 同曲ミュージックビデオ                                  |
| 久保田利伸                        | LA・LA・LA LOVE SONG                          | 1996年4月     | お台場海浜公園                                          |
| 谷村有美                          | ためいき色のタペストリー                      | 1995年12月    | 東急ベイホテル内のレストランとカップル                  |
| 山本英美                          | Chrismas in the blue                          | 1995年12月    | 川崎駅周辺のイルミネーションやクリスマスツリー          |
| 稲垣潤一                          | クリスマスキャロルの頃には                    | 1995年12月    | 横浜元町商店街のイルミネーション                        |
| 稲垣潤一                          | あの頃の未来                                  | 1997年11月    | 箱根彫刻の森美術館                                      |
| Baha Men                          | Beach Baby○                                   | 1998年7月     | ワイルドブルーヨコハマ                                  |
| 相川七瀬                          | 恋心                                          | 1996年11月    | 表参道の街並みと外苑銀杏並木                            |
| 徳永英明                          | レイニー・ブルー                              | 1995年10月    | 雨の恵比寿ガーデンプレイス                              |
| 宇多田ヒカル                      | First Love                                    | 2002年4月     | 青海南ふ頭公園の風景                                    |
| Brian Adams                       | Christmas Time                                | 1995年12月    | サンリオピューロランドのクリスマスイベントと子供達      |
| Wendy Moten                       | It's Christmas○                               | 1995年12月    | 多摩センター周辺のイルミネーションと街並み              |
| Chris De Burgh                    | The Lady In Red                               | 1995年12月    | 鏡台の前で化粧をする女性と広尾ガーデンの街並み          |
| DREAMS COME TRUE                  | LOVE LOVE LOVE                                | 1996年5月     | 羽田空港のガレリアとカップル                            |
| DREAMS COME TRUE                  | Winter Song                                   | 1996年12月    | 結婚式の様子                                            |
| DREAMS COME TRUE                  | 朝がまた来る                                  | 2001年4月     | 朝の通勤時間の雑踏                                      |
| 岡村孝子                          | 夢をあきらめないで                            | 1995年9月     | 原宿の街並みと人々                                      |
| 松本明子                          | soon                                          | 1999年11月    | 多摩川六郷橋緑地〜大師橋緑地と夕焼け                    |
| 松任谷由実                        | 恋人がサンタクロース                          | 1995年12月    | デパートのおもちゃ売り場                                |
| 松任谷由実                        | やさしさに包まれたなら                        | 1996年2月     | 久留里線沿線の風景                                      |
| 松任谷由実                        | 春よ来い                                      | 1998年4月     | 目黒川と桜の風景                                        |
| 森川美穂                          | POSITIVE                                      | 1995年10月    | 銀座の歩行者天国                                        |
| 森川美穂                          | ブルーウォーター                              | 1995年11月    | しながわ水族館の水槽                                    |
| 森川美穂                          | 友達のまま                                    | 1996年2月     | 夕方の住宅街にある公園と夕暮れの街並み                  |
| 森川美穂                          | Be Free                                       | 1997年8月     | 伊勢原でのチアリーディング夏合宿の練習風景              |
| 森川美穂                          | 翼にかえて                                    | 1998年9月     | 女子ラクロス部の試合風景                                |
| 今井美樹                          | PIECE OF MY WITH                              | 1996年1月     | 女性二人と温泉                                          |
| H Jungle with t                   | WOW WAR TONIGHT 〜時には起こせよムーヴメント  | 1997年11月    | ダウンタウンのごっつええ感じのコントのプレイバック      |
| Paul McCartney                    | Wonderful Christmastime                       | 1995年12月    | 恵比寿ガーデンプレイスのイルミネーションとツリー        |
| SANDRA CROSS                      | OVER THE RAINBOW                              | 1998年7月     | 早朝のお台場周辺(主にシンボルプロムナード公園)          |
| Gerald Alston                     | We've Only Just Begun                         | 1995年3月     |                                                         |
| Gerald Alston                     | We've Only Just Begun                         | 1996年2月     | レストランで食事するカップル(内容改編後撮り直し版)      |
| Gerald Alston                     | Midnight Angel                                | 1995年11月    | 夜の赤坂アークヒルズカラヤン広場の様子                  |
| 尾崎豊                            | I Love You                                    | 1998年10月    | 夜のフジテレビ局舎とお台場の風景                        |
| GLAY                              | Winter, again                                 | 2000年12月    | みなとみらいのイルミネーション                          |
| Marcelo Zarvos & Peter Epstein    | Opening                                       | 1995年8月     | 夏雲と花畑                                              |
| 松田聖子                          | Pearl-White Eve                               | 1995年12月    | 子供達とサンタクロースのイベント                        |
| 松田聖子                          | 真冬の恋人たち                                | 1996年1月     | 夜のスケート                                            |
| 松田聖子                          | 赤いスイートピー                              | 1996年2月     | 神代植物公園の花と風景                                  |
| 槇原敬之                          | どんなときも。                                | 1996年4月     | 渋谷の街中と若者                                        |
| 槇原敬之                          | 素直                                          | 1999年10月    | 柴又帝釈天の風景                                        |
| YMO                               | RYDEEN                                        | 1995年11月    | ゲームセンターの様子                                    |
| 小田和正                          | ラブ・ストーリーは突然に                      | 1996年3月     | 夜のとしまえん遊園地の様子                              |
| 小田和正                          | MY HOME TOWN                                  | 1997年10月    | みなとの見える丘公園の景色                              |
| PUFFY                             | アジアの純真                                  | 1997年10月    | 横浜中華街の店と人々                                    |
| 小泉今日子                        | 丘を越えて                                    | 2000年2月     | 浅草寺と仲見世の風景                                    |
| Wink                              | 咲き誇れ愛しさよ                              | 1995年11月    | 美容院の様子                                            |
| Wink                              | 淋しい熱帯魚                                  | 1996年4月     | 熱帯魚店と観葉植物                                      |
| Folder5                           | Precious Love                                 | 2002年8月     | 屋形船からのお台場の夜景                                |
| Folder5                           | Magical Eyes○                                 | 2002年12月    | お台場のイルミネーション(16:9ハイビジョン制作)          |
| POCKET BISCUITS                   | YELLOW YELLOW HAPPY○                          | 1999年11月    | よこはまコスモワールドの様子                            |
| POCKET BISCUITS                   | POWER                                         | 2001年8月     | 晴天の山下公園と氷川丸                                  |
| スピッツ                          | ロビンソン                                    | 1995年10月    | 川崎浮島港と東京湾連絡船と貨物船                        |
| スピッツ                          | 恋は夕暮れ                                    | 1996年11月    | 夕焼け空に染まる公園の池とその周り                      |
| スピッツ                          | チェリー                                      | 1998年4月     | とある喫茶店での人々                                    |
| 吉永敬子                          | 子猫物語                                      | 1996年4月     | 住宅街の猫や子猫                                        |
| ZARD                              | 負けないで                                    | 1995年10月    | サッカーの練習風景                                      |
| ZARD                              | 揺れる想い                                    | 1995年11月    | 紅葉と公園                                              |
| ZARD                              | 心を開いて                                    | 1996年5月     | 東急池上線と沿線風景                                    |
| ZARD                              | 君に逢いたくなったら…                         | 1998年4月     | 目黒川の桜と花見客                                      |
| 小野リサ                          | I Left My Heart in San francisco              | 2002年5月     | カフェとテラス席                                        |
| JITTERIN'JINN                     | 夏祭り                                        | 1995年8月     | 祭りの縁日や夜店の様子                                  |
| JITTERIN'JINN                     | プレゼント                                    | 1995年12月    | おもちゃ店と子供達                                      |
| the Margarines                    | koe…                                          | 1999年6月     | 国道134号線から見た湘南海岸                             |
| the Margarines                    | 421                                           | 2000年9月     | 図書館の様子                                            |
| 大事MANブラザーズバンド           | それが大事                                    | 1996年3月     | 代々木公園の大道芸                                      |
| エレファントカシマシ              | 今宵の月のように                              | 1999年9月     | 夜の商店街と駅                                          |
| 酒井ミキオ                        | something                                     | 1995年11月    | 夜のゆりかもめの様子                                    |
| 酒井ミキオ                        | 大切な君へと                                  | 1996年2月     | 雪の降る街中                                            |
| aiko                              | more&more                                     | 2001年4月     | お花見客と桜                                            |
| aiko                              | 花火                                          | 2001年8月     | 東京湾大華火祭の様子                                    |
| 柴田淳                            | ぼくの味方                                    | 2002年8月     | ひまわり畑と夏雲と青空(16:9ハイビジョン制作)            |
| 柴田淳                            | 月光浴                                        | 2002年9月     | 夜の晴海客船ターミナルと竹芝ふ頭(16:9ハイビジョン制作)  |
| PERSONZ                           | VENUSの憂鬱○                                  | 1995年11月    | 教会の礼拝堂やステンドグラス                            |
| 井上陽水                          | 少年時代                                      | 1996年8月     | 子供達が集まる駄菓子屋とかき氷                          |
| 井上陽水                          | TEENAGER                                      | 2000年8月     | サーファーの波乗り                                      |
| 高橋真梨子                        | 遥かな人へ                                    | 1996年3月     | 羽田空港の出発ロビーでお見送りをする人々                |
| Be Bop Deluxe                     | Modern Music                                  | 1995年1月     |                                                         |
| Steely Dan                        | Aja                                           | 1994年11月    |                                                         |
| 杏子                              | 星のかけらを探しに行こう                      | 2000年8月     | 横浜の花火大会の様子(山下公園)                          |
| 中村雅俊                          | キャンパス・ソング                            | 1995年11月    | 街中の中高生や大学生                                    |
| 小松未歩                          | 願い事ひとつだけ                              | 1999年7月     | 湘南ひらつか七夕まつりの様子と短冊                      |
| THE POSTMEN                       | OUT OF FIELDS 〜ある風景と風の描写〜          | 1997年1月     | 夕暮れの誰もいない海岸                                  |
| THE POSTMEN                       | 帰りたい季節                                  | 2000年8月     | 小湊鐵道と沿線の風景                                    |
| 南翔子                            | 殿方ごめんあそばせ                            | 1997年1月     | ラーメン屋の様子                                        |
| Kiroro                            | ラン ラン ラン                                | 2001年4月     | 町田リス園                                              |
| TRF                               | 寒い夜だから…                                 | 1995年12月    | イルミネーションや街灯と街並み                          |
| 岡本真夜                          | TOMORROW                                      | 1995年10月    | 河川敷での少年サッカーの練習風景                        |
| Le Couple                         | ひだまりの詩                                  | 1997年9月     | 谷中銀座商店街の風景                                    |
| 福山雅治                          | 桜坂                                          | 2001年4月     | 田園調布の桜坂と花見客                                  |
| Enya                              | Caribbean Blue                                | 1996年1月     | 華厳の滝の氷瀑と氷の彫刻                                |
| My Little Lover                   | Magic Time                                    | 1997年1月     | インテリアショップの様子                                |
| Princess Princess                 | 世界でいちばん熱い夏                          | 1995年8月     | 海で遊ぶ人々                                            |
| Princess Princess                 | Diamonds                                      | 1995年11月    | 指輪やジュエリーなどの製造の様子                        |
| Princess Princess                 | kiss                                          | 1996年4月     | 水族館のイルカ・アシカショー                            |
| 広瀬香美                          | ロマンスの神様                                | 1996年2月     | スキー場の様子                                          |
| Michael Jackson                   | Billie Jean                                   | 1994年11月    |                                                         |
| Michael Jackson                   | Black or White                                | 1995年10月    | 小学生の囲碁対局                                        |
| 安室奈美恵                        | CAN YOU CELEBRATE?                            | 1999年10月    | 結婚式の様子                                            |
| Electric Light Orchestra          | Twilight                                      | 1996年3月     | 夜の東京都心の空撮                                      |
| Roy Orbison                       | Pretty Women                                  | 1995年11月    | 社交ダンスの練習風景                                    |
| Roy Orbison                       | Pretty Women                                  | 1997年3月10日 | フジテレビ台場局舎内のマスター周り                      |
| Boys Town Gang                    | Can't Take My Eyes Off You                    | 1996年4月     | 婦人服店の様子                                          |
| Boys Town Gang                    | Can't Take My Eyes Off You                    | 1997年3月10日 | フジテレビ台場局舎内のマスター周り                      |
| 尾崎紀世彦                        | また逢う日まで                                | 1996年3月     | 上野駅の寝台列車の発着風景と見送る人々                  |
| 矩形波倶楽部                      | Quiero Voar                                   | 1997年5月     | 新緑生い茂る木々と公園                                  |
| QUEEN                             | Don't Stop Me Now                             | 1995年11月    | レーシングカーの走行風景                                |
| Madonna                           | Material Girl                                 | 1996年3月     | ダンススクールの練習風景                                |
| Madonna                           | Material Girl                                 | 1997年3月10日 | フジテレビ台場新社屋内と周辺映像                        |
| 松原正樹                          | YOU BABE                                      | 1996年4月     | 等々力渓谷                                              |
| CHAGE&ASKA                        | SAY YES                                       | 1996年2月     | 夜の恵比寿ガーデンプレイス                              |
| 小林明子                          | 恋に落ちて -Fall in Love-                     | 1995年12月    | 夜の銀座の街並み                                        |
| TUBE                              | シーズン・イン・ザ・サン                      | 1996年8月     | 海辺で遊ぶ人たちと海の家                                |
| Earl Klugh                        | Amazon                                        | 1995年1月     |                                                         |
| テレサ・テン                      | 時の流れに身をまかせ                          | 1996年3月     | 日比谷公園の様子                                        |
| 西司                              | すぐそばにいる~I'm by your side~              | 1995年12月    | 街中のイルミネーションとカップル                        |
| 山下久美子                        | Tonight (星の降る夜に)                        | 1997年8月     | お台場から見た東京湾大華火祭                            |
| MISIA                             | キスして抱きしめて                            | 2000年8月     | 東京湾大華火祭の様子                                    |
| Janet Kay                         | Lovin'you                                     | 1996年8月     | 宜野湾ビーチの様子                                      |
| 今田勝                            | Morning Dream                                 | 1995年1月     |                                                         |
| 今田勝                            | Mermaid Princess                              | 1995年10月    | 新橋地下街の様子や雑踏                                  |
| 本多俊之                          | 黄昏のワルツ                                  | 1996年4月     | モダンな洋館の内部の様子                                |
| Casiopea                          | Take Me                                       | 1994年11月    |                                                         |
| Casiopea                          | Sunnyside feelin'                             | 1995年1月     | 砂浜に打ち寄せる波(定点カメラにて)                      |
| T-SQUARE                          | Daisy Field                                   | 1996年4月     | 美ヶ原高原美術館の様子                                  |
| T-SQUARE                          | Omens Of Love                                 | 1996年8月     | 平和島競艇場の様子                                      |
| Perez Prado                       | Cerezo Rosa                                   | 1997年3月10日 | フジテレビ台場局舎内のマスター周り                      |
| Starship                          | We Built This City                            | 1995年11月    | 昼間の新宿副都心のビル街の様子                          |
| 篠原涼子                          | 恋しさと せつなさと 心強さと                  | 2002年8月     | 水上スキーの様子(16:9ハイビジョン制作)                  |
| Smart                             | 月だけが知っている                            | 1997年1月     | 水槽の中の熱帯魚達                                      |
| Smart                             | 虹の果てまで                                  | 1997年8月     | 羽田空港の飛行機離着陸(昼版)                            |
| KOKIA                             | 愛しているから                                | 1999年4月     | 奥入瀬渓流の様子                                        |
| 奥居香                            | ハッピーマン                                  | 1997年5月     | おしゃれな雑貨店の様子                                  |
| SMAP                              | 夜空ノムコウ                                  | 1999年1月     | プラネタリウムの様子                                    |
| ウルフルズ                        | バンザイ 〜好きでよかった〜                   | 1996年4月     | 代々木公園の人々とその様子                              |
| 辛島美登里                        | とっておきの朝                                | 1996年4月     | 朝食の風景                                              |
| 辛島美登里                        | サイレント・イヴ                              | 1996年12月    | 夜の街とイルミネーション                                |
| Helen Merrill                     | You'd Be So Nice To Come Home To              | 1995年12月    | お洒落なバーの様子                                      |
| PARADISE LOST                     | 体温                                          | 1999年11月    | 夕暮れ〜日没のお台場                                    |
| キャンディーズ                    | 哀愁のシンフォニー                            | 1996年4月     | 下町な街の様子                                          |
| 陣内大蔵                          | いと小さき君の為に                            | 1996年2月     | 公園で憩う人々                                          |
| JUDY AND MARY                     | 小さな頃から                                  | 1996年4月     | 商店街の様子や雑踏                                      |
| 中西圭三                          | 眠れぬ想い                                    | 1996年1月     | 夜の天王洲アイル                                        |
| 来生たかお                        | シルエット・ロマンス                          | 1997年3月10日 | フジテレビ台場局舎内のマスター周り                      |
| Bobby Caldwell                    | Heart Of Mine                                 | 2000年10月    | 全日本空輸の飛行機離着陸(羽田空港)                      |
| 渡辺香津美                        | Cokumo Island                                 | 1994年9月     |                                                         |
| 石川ひとみ                        | まちぶせ                                      | 1996年1月     | 昼間の銀座の様子                                        |
| 中山美穂                          | 遠い街のどこかで・・・                        | 1995年12月    | 街中のイルミネーションやツリー                          |
| 中山美穂                          | Thinking about you〜あなたの夜を包みたい〜    | 1996年8月     | 夜の隅田川クルージングの様子                            |
| 中山美穂                          | LOVE CLOVER                                   | 1999年8月     | 軽井沢の自然風景                                        |
| The Monkees                       | Daydream Believer                             | 1995年11月    | 喫茶店の様子                                            |
| orange pekoe                      | やわらかな夜                                  | 2002年3月     | 夜の丸の内周辺                                          |
| New Kids On The Block             | Please Don't Go Girl                          | 1996年2月     | キャンドルに灯されたレストランとカップル                |
| GONTITI                           | HOME SONG                                     | 2000年11月    | 下町風情の住宅街                                        |
| 森川由加里                        | Show Me                                       | 1996年3月     | 夜の繁華街の様子                                        |
| Mr.Children                       | Tomorrow Never Knows                          | 1995年12月    | 夕暮れの商店街                                          |
| Mr.Children                       | 君がいた夏                                    | 1996年8月     | 江ノ島海岸の風景                                        |
| Back Street Boys                  | The Perfect Fan                               | 2000年5月     | お台場とフジテレビ                                      |
| フリッパーズ・ギター              | 恋とマシンガン                                | 1996年3月     | 麻布の街並みとお洒落な喫茶店                            |
| 神山純一&ラ・フェ・デュ・ヴェール | 聖夜 クリスタル・デュー・クリスマス           | 1995年12月    | 銀世界の雪景色、雪山など。                              |
| 尾崎亜美                          | Amaranth                                      | 1996年4月     | お台場海浜公園                                          |
| Swing Out Sister                  | La-La (Means I Love You)                      | 1996年4月     | 夕暮れの海岸と砂浜                                      |
| 海援隊                            | 贈る言葉                                      | 1996年3月     | 卒業式の風景                                            |
| イルカ                            | なごり雪                                      | 1996年1月     | 雪の降る公園                                            |
| 中島みゆき                        | 空と君とのあいだに                            | 1995年11月    | 朝焼けの多摩川河川敷                                    |
| DEEN                              | このまま君を奪い去りたい                      | 1999年12月    | 夜のよこはまコスモワールドとみなとみらい                |
| SOPHIA                            | 街                                            | 2000年5月     | 原宿竹下通り                                            |
| Celiene Dion & Peabo Bryson       | Beauty and Beast                              | 1996年12月    | 夜の東京ディズニーランドのイルミネーション              |
| 谷山浩子                          | 夜のブランコ                                  | 1998年11月    | 夜の天王洲アイルと品川埠頭                              |
| 渡辺真知子                        | かもめが飛んだ日                              | 1996年8月     | 海辺と飛び回るかもめの様子                              |
| KinKi Kids                        | シンデレラ・クリスマス                        | 1999年12月    | 街中のイルミネーションやツリー                          |
| 井上昌己                          | 恋はLiberty                                   | 1996年4月     | 上野公園の桜と不忍池                                    |
| 西村由紀江                        | やさしさ                                      | 1996年3月     | 公園で遊ぶ親子                                          |
| 杉山清貴                          | 最後のHoly Night                              | 1996年12月    | 新宿副都心のイルミネーション                            |
| 爆風スランプ                      | 大きな玉ねぎの下で                            | 1995年11月    | 北の丸公園と千鳥ヶ淵、九段下駅の様子                    |
| NIGHT RANGER                      | ROCK IN AMERICA                               | 1998年6月     | 米軍横田基地航空祭の様子                                |
| JOURNEY                           | ANY WAY YOU WANT IT                           | 1998年8月     | 水上の渓流下り                                          |
| かの香織                          | 午前2時のエンジェル                           | 1996年8月     | 隅田川花火大会の様子                                    |
| Boz Scaggs                        | We're All Alone                               | 1998年1月     | 上野公園不忍池の周りで憩う人々                          |
| 10cc                              | I'm Mandy Fly Me                              | 1995年1月     |                                                         |

長期にわたる為、その他多数

## クリスマス時期に使われた楽曲一覧
【1995年制作分】
- 稲垣潤一「クリスマスキャロルの頃には」
- 西司「すぐそばにいる~I'm By Your Side~」
- 小林明子「恋に落ちて -Fall In Love-」
- TRF「寒い夜だから・・・」
- 山本英美「Christmas In The Blue」
- 谷村有美「ためいき色のタペストリー(Retake version)」
- 松任谷由実「恋人がサンタクロース」
- 佐野元春「Christmas Time in Blue」
- 山下達郎「My Gift To You」
- JITTERIN'JIN「プレゼント」
- Chris De Burgh「The Lady In Red」
- Paul McCartney「Wonderful Christmastime」
- Wendy Moten「It's Christmas」
- Brian Adams「Christmas Time」
- John & Yoko Plastic Ono Band「Happy Christmas」
- 神山純一&ラ・フェ・デュ・ヴェール オムニバスアルバム「聖夜」

【1996年制作分】
- A・S・A・P「Merry Christmas With」
- カズン「冬のファンタジー」
- 山下達郎「クリスマス・イブ」
- Mariah Carey「All I Want For Christmas With You」
- DREAMS COME TRUE「Winter Song」
- Bagles「Please Come Home For Christmas」
- Enya「ChinaRoses」
- QUEEN「Thank God It's Christmas」
- 辛島美登里「サイレント・イヴ」

【1997年制作分】
- WHAM!「LAST CHRISTMAS」
- B'z「いつかのメリークリスマス」
- 今井美樹「ひとりでX'mas」
- B'z「ある密かな恋」

【2000年制作分】
- GLAY「Winter Again」